# Caucnemastoma golovatchi
Espèce
Caucnemastoma golovatchi est une espèce d'opilions dyspnois de la famille des Nemastomatidae.

## Distribution
Cette espèce est endémique de Russie. Elle se rencontre dans les kraïs de Krasnodar et de Stavropol.

## Description
Les mâles mesurent de 2,0 à 2,05 mm et les femelles de 2,1 à 2,2 mm.

## Systématique et taxinomie
Cette espèce a été décrite par Martens en 2006.

## Étymologie
Cette espèce est nommée en l'honneur de Sergei Ilyich Golovatch.

## Publication originale
- Martens, 2006 : « Weberknechte aus dem Kaukasus (Arachnida, Opiliones, Nemastomatidae). » Senckenbergiana Biologica, vol. 86, p. 145–210.